# In the Shadows
In the Shadows treći je studijski album danskog heavy metal sastava Mercyful Fate. Diskografska kuća Metal Blade Records objavila ga je 22. lipnja 1993.

## O albumu
Prvi je album sastava od njegov ponovnog okupljanja 1992. Posljednji je studijski album s Timiom Hansenom prije njegove smrti 2019. Za razliku od prethodnog albuma Mercyful Fatea, koji su u potpunosti bili usredotočeni na lirske teme sotonizma i okultizma, tekstovi na ovom albumu više su fokusirani na konceptualnije horor teme, slične radu Kinga Diamonda s njegovom istomeniom sastavom. Sastav se nije vratio primarnom okultnom i sotonističkom lirskom pristupu sve do posljednjeg albuma, 9 koji je objavljen 1999. Na pjesmi "Return of the Vampire... 1993" bubnjeve svira Lars Ulrich, bubnjar sastava Metallica.

## Popis pjesama
Tekstovi: King Diamond. 
| 1. | »Egypt«           | Diamond        | 4:52 |
| 2. | »The Bell Witch«  | Hank Shermann  | 4:34 |
| 3. | »The Old Oak«     | Shermann       | 8:54 |
| 4. | »Shadows«         | Diamond        | 4:42 |
| 5. | »A Gruesome Time« | Michael Denner | 4:31 |

| Strana B | Strana B                                      | Strana B   | Strana B | Strana B | Strana B | Strana B | Strana B | Strana B | Strana B |
| Br.      | Skladba                                       | Skladatelj | Trajanje |          |          |          |          |          |          |
| -------- | --------------------------------------------- | ---------- | -------- | -------- | -------- | -------- | -------- | -------- | -------- |
| 6.       | »Thirteen Invitations«                        | Diamond    | 5:17     |          |          |          |          |          |          |
| 7.       | »Room of Golden Air« (instrumentalna skladba) | Denner     | 3:06     |          |          |          |          |          |          |
| 8.       | »Legend of the Headless Rider«                | Shermann   | 7:43     |          |          |          |          |          |          |
| 9.       | »Is That You, Melissa«                        | Diamond    | 4:41     |          |          |          |          |          |          |
| 10.      | »Return of the Vampire... 1993«               | Shermann   | 5:08     |          |          |          |          |          |          |
| 53:28    |                                               |            |          |          |          |          |          |          |          |

## Zasluge
| Mercyful Fate - King Diamond – vokal, produkcija, miks - Hank Shermann – gitara, produkcija - Michael Denner – gitara - Timi Hansen – bas-gitara - Morten Nielsen – bubnjevi (pjesme 1. – 9.) Dodatni glazbenici - Johnny Marshall – čembalo (na pjesmi "Is That You, Melissa") - Lars Ulrich – bubnjevi (na pjesmi "Return of the Vampire... 1993") | Ostalo osoblje - David Rosenblad – digitalni inženjer zvuka - Thom Caccetta – digitalni inženjer zvuka - Torbjorn Jorgensen – naslovnica albuma - Brian Slagel – izvršna produkcija - Sterling Winfield – asistent inženjera zvuka - Eddy Schreyer – mastering - Jörgen Bak – fotografije - Joy Lambert – fotografije - Brian J Ames – dizajn - Tracy Vera – umjetnička produkcija - Tim Kimsey – produkcija, miks, inženjer zvuka |